# اندیس منگنز هجیب - شیخ شریک
منگنز هجیب - شیخ شریک یک اندیس فلزی است که در حوالی شهر ساوه استان قزوین قرار دارد و مادهٔ معدنی موجود در آن، منگنز است.سنگ میزبان این اندیس ریولیتها و توفهای اسیدی سازند کرج است و دیرینگی آن به دوران ائوسن می‌رسد. 